# قورات
قورات أو كوراتو (بالإيطالية: Corato)‏، مدينة جنوب شرق إيطاليا. وتقع في مقاطعة باري، ضمن إقليم بولية، عدد سكانها 47.031 نسمة.
تبعد 43 كم عن باري، ترتفع إلى 232 مترا فوق مستوى سطح البحر، وعلى المنحدرات مورجي الشرقية حيث الأرض الصخرية أو شبه الصخرية سمحت لتنمية الزراعات التقليدية مثل كروم الزيتون، واللوزيات.
أسست من قبل النورمان، أصبحت تحت حكم ألفونسو الخامس ملك اراغون في نهاية القرن الخامس عشر، ومن ثم إلى أسرة كارافا.
أهم سمات مركز المدينة القديمة التي تحيط بها المباني الحديثة، هي كنيسة رومانسكية.
قال فيها الادريسي: "ثم إلى ملبنت أربعة أميال ويروى ملفنت بالفاء ويقابلها في البر روبة وروبة مدينة متوسطة حسنة وبينها وبين البحر ستة أميال ومن ملفنت إلى بشتالية ويقابلها في البر قورات وبينها وبين البحر تسعة أميال. وقورات مدينة حسنة متحضرة نبيلة فرجة كثيرة الفواكه خصيبة المعايش ومن قورات إلى طرانة على الساحل ثمانية أميال وكذلك من بشتالية المذكورة إلى اطرانة أيضا ستة أميال."

## السكان
في سنة 1861 بلغ عدد السكان 25٬189 نسمة، وتطور العدد ليصل في سنة 2011 لـ 48٬072 نسمة.
يظهر هذا المخطط البياني تطور النمو السكاني لـ قورات

## توأمة
لقورات اتفاقيات توأمة مع:
- غرونوبل